# رودک (همسر بابک)
رودک یا روتک (پارسی میانه: rōdak) یکی از زنان نجیب‌زاده ساسانی در سده سوم میلادی، همسر بابک و مادر اردشیر بابکان بود.

## زندگی

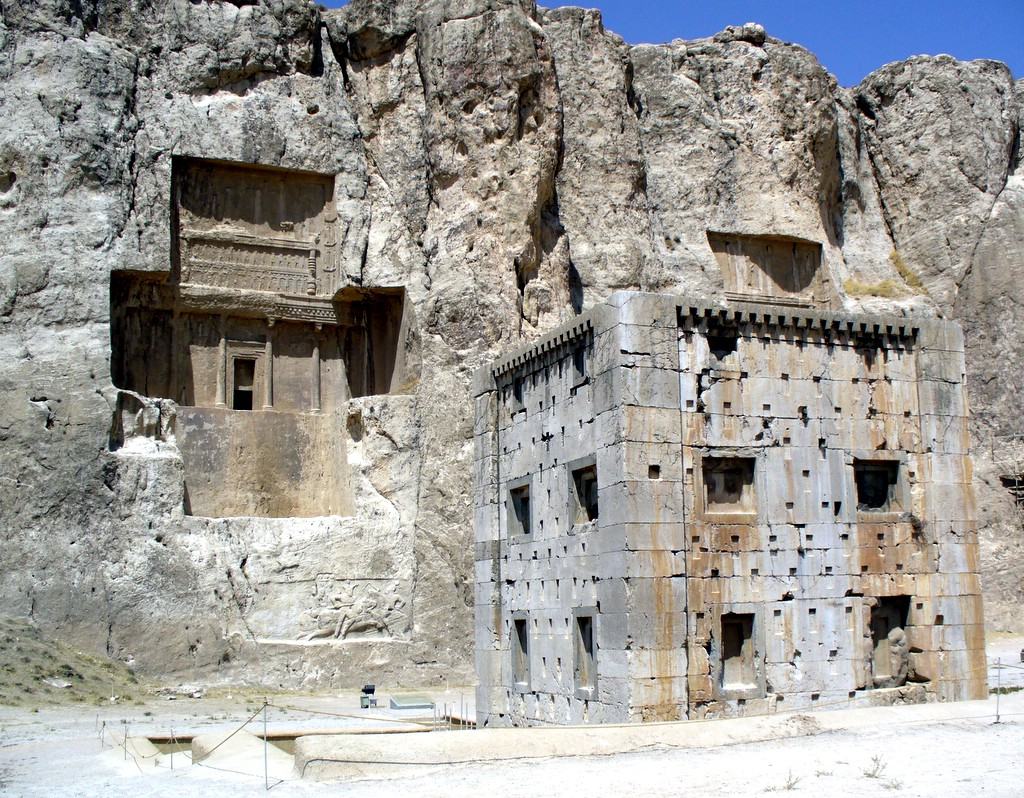
کعبه زرتشت، جایی که سنگ‌نوشته شاپور یکم حک شده‌است

رودک همسر بابک و مادر اردشیر بابکان بود. از او در سنگ‌نوشته شاپور یکم بر کعبه زرتشت در میان خانواده سلطنتی ساسانی یاد شده‌است. دربارهٔ او در کتاب نام تبارشناسی ساسانیان و دیگر منابع کمتر مطلبی یافت می‌شود. در دانشنامه زنان اشاره‌ای کوتاه به زندگی و شخصیت او می‌شود:
در تمامی حوادثی که به پیروزی اردشیر اول و سازمند شدن سلسله پارسی ساسانی انجامید، دخالت مستقیم داشت. روتک عمر زیادی کرد و نامش در شمارگان مهمانان جشن پادشاهی پسرش اردشیر اول ساسانی دیده می‌شود.— پوران فرخزاد، دانشنامه زنان فرهنگساز ایران و جهان